# Bohnental

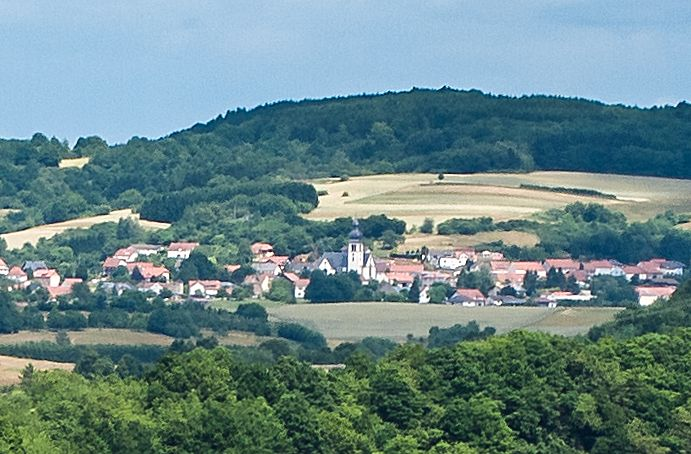
Blick auf Scheuern im Bohnental

Das Bohnental ist ein Talkessel im nördlichen Saarland und umfasst die Dörfer Scheuern, Überroth-Niederhofen, Lindscheid, Neipel und Dorf im Bohnental. Mit Ausnahme von Dorf im Bohnental, welches zur Gemeinde Schmelz und damit zum Landkreis Saarlouis gehört, liegen die übrigen Orte in der Gemeinde Tholey und damit im Landkreis St. Wendel.
In früheren Zeiten existierte ein weiteres Dorf namens Hölzershausen mitsamt einer Peterskapelle zwischen Scheuern und Überroth. Dieses wurde allerdings bereits im 15. Jahrhundert aufgegeben und die St.-Petrus-Kapelle im 19. Jahrhundert abgerissen. Aufgrund der geographischen Lage sowie der räumlichen Nähe der vergleichsweise kleinen Orte besteht ein Zusammengehörigkeitsgefühl, welches sich in gemeinsamen Vereinen, Veranstaltungen sowie einem Schriftzug an jedem Ortseingang ausdrückt. Kulturelles und kirchliches Zentrum des Bohnentals ist der größte Ort Scheuern (ca. 800 Einwohner) mit seiner neubarocken Pfarrkirche St. Katharina.
Das Bohnental wird von Nordosten nach Südwesten vom Talbach durchflossen, welcher in Überroth-Niederhofen entspringt und westlich von Limbach in die Prims mündet.